# سامانه بی‌کلید از راه دور

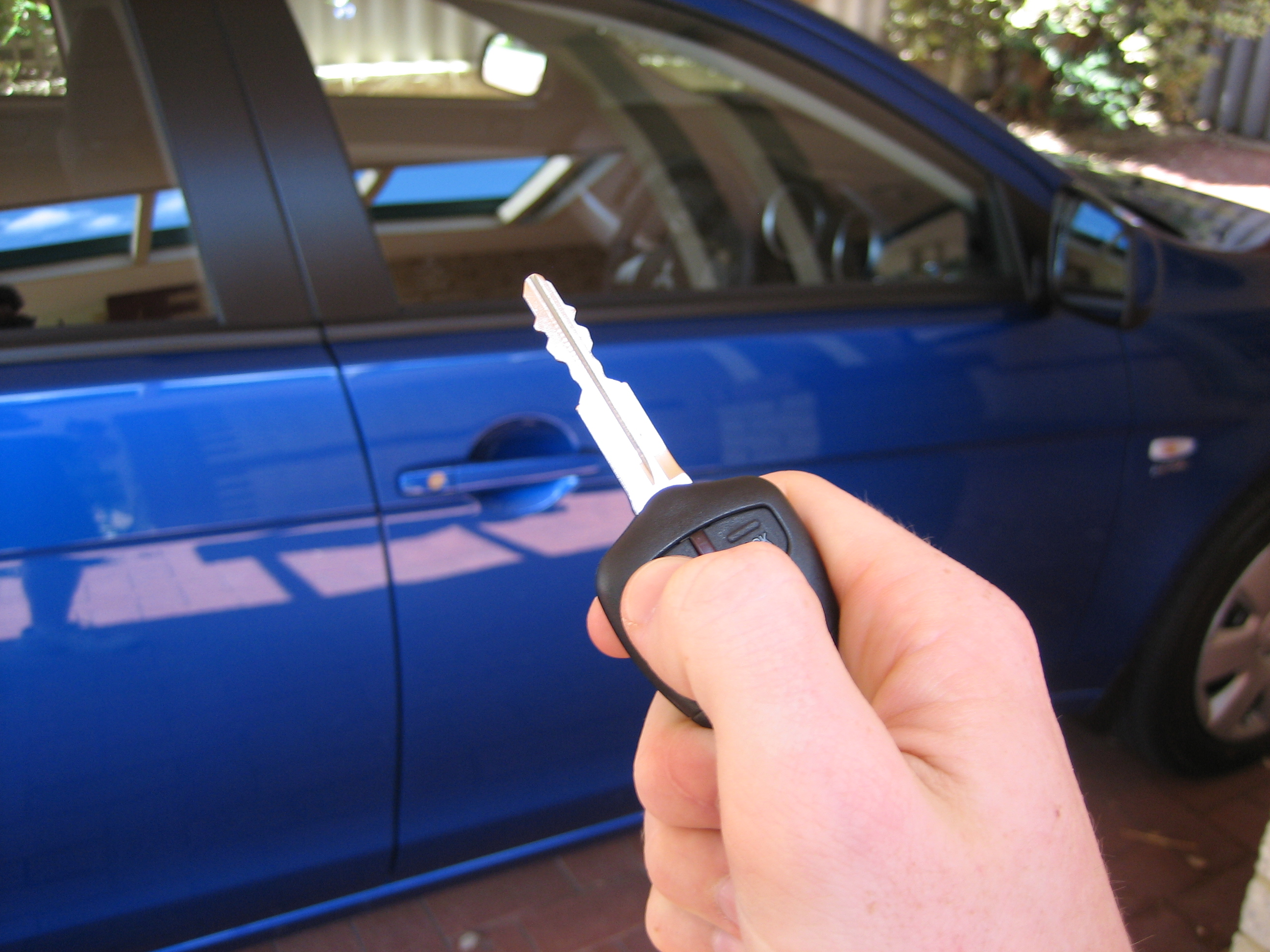
یک کنترل ازراه‌دور برای یک سامانه ورود بی‌کلید که در یک سوئیچ تعبیه‌شده‌است: با فشار دادن یک دکمه روی سوئیچ قفل درهای ماشین باز می‌شود، در حالی که دکمه دیگری ماشین را قفل می‌کند.

سامانه بی‌کلید ازراه‌دور (RKS)، که به آن ورود بی‌کلید یا قفل مرکزی ازراه‌دور نیز می‌گویند، یک قفل الکترونیکی است که دسترسی به ساختمان یا وسیله نقلیه را با استفاده از یک کنترل ازراه‌دور الکترونیکی (فعال‌شده توسط یک دستگاه دستی یا به‌طور خودکار در مجاورت) کنترل می‌کند.
آرکی‌اس که به‌طور گسترده در خودروها استفاده می‌شود، عملکردهای کلید استاندارد خودرو را بدون تماس فیزیکی انجام می‌دهد. هنگامی که در چند متری ماشین قرار دارید، فشاردادن یک دکمه روی کنترل از راه دور می‌تواند قفل درها را قفل یا باز کند و ممکن است عملکردهای دیگری را انجام دهد.
یک سامانه بی‌کلید ازراه‌دور می‌تواند شامل ورود بی‌کلید ازراه‌دور (RKE) باشد که قفل درها را باز می‌کند و احتراق بی‌کلید ازراه‌دور (RKI) که موتور را روشن می‌کند.